# Mooswald
Mooswald es un barrio en el oeste de Friburgo de Brisgovia en Baden-Wurtemberg, Alemania. El barrio fue planificado en los años 1930.